# Fannia gotlandica
Fannia gotlandica är en tvåvingeart som beskrevs av Ringdahl 1926. Fannia gotlandica ingår i släktet Fannia och familjen takdansflugor. Arten är reproducerande i Sverige. Inga underarter finns listade i Catalogue of Life.